# Dürener Turnverein 1847 2023-2024
Questa voce raccoglie le informazioni riguardanti il Dürener Turnverein 1847 nelle competizioni ufficiali della stagione 2023-2024.

## Stagione
Il Dürener Turnverein 1847 partecipa alla stagione 2023-24 con la denominazione sponsorizzata SWD Powervolleys Düren.
Partecipa alla 1. Bundesliga, classificandosi al sesto posto in regular season: ai play-off scudetto viene eliminato ai quarti di finale dal Friedrichshafen. In Coppa di Germania viene eliminato ai quarti di finale dall'Herrsching, mentre in Coppa di Lega si classifica al settimo posto.
Partecipa anche alla Coppa CEV: esce di scena agli ottavi di finale, perdendo contro i greci del Milōn.

## Organigramma societario
Area direttiva
- Presidente: Rüdiger Hein

Area tecnica
- Allenatore: Matti Alatalo (fino a dicembre), Björn-Arne Alber[7] (da dicembre)
- Allenatore in seconda: Björn-Arne Alber, Bryan Fountain (fino a dicembre), Bryan Fountain, Tomáš Kocian (da dicembre)
- Scoutman: Hannah Dauer, Kai Niklaus

Area sanitaria
- Medico: Stefan Lukowsky
- Fisioterapista: Oliver Francke, Yannick Grainer, Jonas Runge, Sarah Schumacher, Maike Stollenwerk

## Rosa
| N° | Nome               | Ruolo | Data di nascita | Nazionalità sportiva |
| -- | ------------------ | ----- | --------------- | -------------------- |
| 1  | Dīmītrīs Mouchlias | O     | 17 maggio 2001  | Grecia               |
| 2  | Nico Wegner        | S     | 15 maggio 1995  | Germania             |
| 3  | Shohei Nose        | L     | 20 luglio 1993  | Giappone             |
| 4  | Petr Špulák        | C     | 1º maggio 2002  | Rep. Ceca            |
| 5  | Luuc van der Ent   | C     | 27 luglio 1998  | Paesi Bassi          |
| 6  | Christopher Gavlas | P     | 22 aprile 1997  | Canada               |
| 7  | Frixos Kōtsakīs    | S     | 1º maggio 1999  | Grecia               |
| 8  | Robin Baghdady     | S     | 22 marzo 1999   | Svizzera             |
| 9  | Marcin Ernastowicz | S     | 31 luglio 1997  | Polonia              |
| 10 | Erik Brand         | S     | 6 novembre 2004 | Germania             |
| 11 | Michael Andrei     | C     | 6 agosto 1985   | Germania             |
| 13 | Sebastián Gevert   | O     | 23 giugno 1988  | Cile                 |
| 15 | Léo Meyer          | P     | 25 gennaio 1997 | Francia              |
| 16 | Leo Bernsmann      | L     | 14 luglio 2004  | Germania             |

## Mercato
| Acquisti | Acquisti           | Acquisti          | Acquisti   |
| R.       | Nome               | da                | Modalità   |
| -------- | ------------------ | ----------------- | ---------- |
| S        | Robin Baghdady     | Maaseik           | definitivo |
| S        | Erik Brand         | Juniors Frankfurt | definitivo |
| P        | Christopher Gavlas | Vingåkers         | definitivo |
| C        | Siebe Korenblek    | Talent Team       | definitivo |
| S        | Frixos Kōtsakīs    | Cannes            | definitivo |
| P        | Léo Meyer          | TalTech           | definitivo |
| O        | Dīmītrīs Mouchlias | Hawaii            | definitivo |
| L        | Shohei Nose        | Tokyo Great Bears | definitivo |
| C        | Petr Špulák        | Kladno            | definitivo |
| S        | Nico Wegner        | Mondorf           | definitivo |

| Cessioni                               | Cessioni         | Cessioni          | Cessioni   |
| R.                                     | Nome             | a                 | Modalità   |
| -------------------------------------- | ---------------- | ----------------- | ---------- |
| S                                      | Björn Andrae     | Lindow-Gransee    | definitivo |
| L                                      | Ivan Batanov     | -                 | ritirato   |
| S                                      | Tobias Brand     | LKPS              | definitivo |
| P                                      | Eric Burggräf    | Herrsching        | definitivo |
| O                                      | Filip John       | Herrsching        | definitivo |
| P                                      | Tomáš Kocian     | Ransbach-Baumbach | definitivo |
| C                                      | David Pettersson | Hylte/Halmstad    | definitivo |
| S                                      | Erik Röhrs       | Milano            | definitivo |
| C                                      | Melf Urban       | Eltmann           | definitivo |
| Trasferimenti nel corso della stagione |                  |                   |            |
| C                                      | Siebe Korenblek  | Limax             | prestito   |

## Risultati

### 1. Bundesliga

#### Girone di andata
| 1ª giornata - 29 ottobre 2023 Arena Kreis, Düren                      | Dürener         | 3 - 1 | Unterhaching      | 25-15, 25-16, 23-25, 25-21        |
| 2ª giornata - 6 gennaio 2024 Volksbank-Arena, Giesen                  | Giesen          | 3 - 1 | Dürener           | 23-25, 25-23, 39-37, 25-19        |
| 3ª giornata - 9 novembre 2023 Arena Kreis, Düren                      | Dürener         | 3 - 0 | Dachau            | 25-18, 25-15, 25-17               |
| 4ª giornata - 11 novembre 2023 Paul-Dinter-Halle, Königs Wusterhausen | Netzhoppers     | 0 - 3 | Dürener           | 15-25, 17-25, 20-25               |
| 5ª giornata - 14 novembre 2023 Arena Kreis, Düren                     | Dürener         | 3 - 1 | Freiburger        | 22-25, 25-11, 25-18, 25-12        |
| 6ª giornata - 26 novembre 2023 Audi Dome, Herrsching am Ammersee      | Herrsching      | 3 - 0 | Dürener           | 26-24, 25-18, 26-24               |
| 7ª giornata - 2 dicembre 2023 Arena Kreis, Düren                      | Dürener         | 3 - 1 | Karlsruhe         | 25-17, 25-19, 23-25, 25-19        |
| 8ª giornata - 8 dicembre 2023 Spacetech Arena, Friedrichshafen        | Friedrichshafen | 3 - 0 | Dürener           | 25-20, 25-23, 25-17               |
| 9ª giornata - 17 dicembre 2023 Arena Kreis, Düren                     | Dürener         | 2 - 3 | Lüneburg          | 20-25, 14-25, 25-22, 25-21, 18-20 |
| 10ª giornata - 27 dicembre 2023 Arena Kreis, Düren                    | Dürener         | 3 - 0 | Bitterfeld-Wolfen | 25-16, 25-21, 25-19               |
| 11ª giornata - 30 dicembre 2023 Max-Schmeling-Halle, Berlino          | Charlottenburg  | 3 - 1 | Dürener           | 25-15, 25-19, 16-25, 25-22        |

#### Girone di ritorno
| 12ª giornata - 4 gennaio 2024 Geothermie Arena, Unterhaching              | Unterhaching      | 0 - 3 | Dürener         | 17-25, 20-25, 21-25               |
| 13ª giornata - 2 novembre 2023 Arena Kreis, Düren                         | Dürener           | 3 - 2 | Giesen          | 25-22, 20-25, 25-22, 18-25, 16-14 |
| 14ª giornata - 13 gennaio 2024 Georg-Scherer-Halle, Dachau                | Dachau            | 0 - 3 | Dürener         | 14-25, 7-25, 24-26                |
| 15ª giornata - 21 gennaio 2024 Arena Kreis, Düren                         | Dürener           | 3 - 1 | Netzhoppers     | 25-18, 25-19, 22-25, 25-20        |
| 16ª giornata - 27 gennaio 2024 Act-Now-Halle, Friburgo in Brisgovia       | Freiburger        | 0 - 3 | Dürener         | 22-25, 30-32, 17-25               |
| 17ª giornata - 2 febbraio 2024 Arena Kreis, Düren                         | Dürener           | 3 - 0 | Herrsching      | 25-23, 26-24, 25-23               |
| 18ª giornata - 10 febbraio 2024 Lina-Radke-Halle, Karlsruhe               | Karlsruhe         | 2 - 3 | Dürener         | 29-27, 25-23, 22-25, 13-25, 10-15 |
| 19ª giornata - 13 febbraio 2024 Arena Kreis, Düren                        | Dürener           | 1 - 3 | Friedrichshafen | 18-25, 25-19, 19-25, 23-25        |
| 20ª giornata - 16 febbraio 2024 LKH Arena, Luneburgo                      | Lüneburg          | 3 - 0 | Dürener         | 25-15, 25-18, 25-17               |
| 21ª giornata - 25 febbraio 2024 Bernsteinhalle Friedersdorf, Muldestausee | Bitterfeld-Wolfen | 0 - 3 | Dürener         | 20-25, 21-25, 27-29               |
| 22ª giornata - 9 marzo 2024 Arena Kreis, Düren                            | Dürener           | 0 - 3 | Charlottenburg  | 20-25, 23-25, 23-25               |

#### Play-off scudetto
| Quarti di finale (gara 1) - 15 marzo 2024 Spacetech Arena, Friedrichshafen | Friedrichshafen | 3 - 1 | Dürener         | 25-23, 23-25, 25-22, 25-23 |
| Quarti di finale (gara 2) - 19 marzo 2024 Arena Kreis, Düren               | Dürener         | 0 - 3 | Friedrichshafen | 24-26, 22-25, 18-25        |

### Coppa di Germania
| Ottavi di finale - 4 novembre 2023 Hardtberghalle, Bonn                   | Mondorf    | 2 - 3 | Dürener | 28-30, 25-17, 22-25, 32-30, 13-15 |
| Quarti di finale - 18 novembre 2023 Nikolaushalle, Herrsching am Ammersee | Herrsching | 3 - 2 | Dürener | 25-23, 21-25, 13-25, 27-25, 15-12 |

### Coppa di Lega
| Quarti di finale - 20 ottobre 2023 Volksbank-Arena, Hildesheim | Giesen | 3 - 2 | Dürener | 25-22, 18-25, 23-25, 25-17, 15-12 |

### Coppa CEV
| Sedicesimi di finale (andata) - 23 novembre 2023 Sportska sala Park, Strumica | Strumica | 0 - 3 | Dürener  | 15-25, 19-25, 17-25               |
| Sedicesimi di finale (ritorno) - 30 novembre 2023 Arena Kreis, Düren          | Dürener  | 3 - 0 | Strumica | 25-18, 25-19, 25-23               |
| Ottavi di finale (andata) - 13 dicembre 2023 Arena Kreis, Düren               | Dürener  | 1 - 3 | Milōn    | 25-23, 23-25, 20-25, 23-25        |
| Ottavi di finale (ritorno) - 20 dicembre 2023 Kroisos Persīs, Nea Smyrnī      | Milōn    | 2 - 3 | Dürener  | 25-20, 23-25, 26-24, 16-25, 13-15 |

## Statistiche

### Statistiche di squadra
| Competizione      | Punti | In casa | In casa | In casa | In trasferta | In trasferta | In trasferta | Totale | Totale | Totale |
| Competizione      | Punti | G       | V       | P       | G            | V            | P            | G      | V      | P      |
| ----------------- | ----- | ------- | ------- | ------- | ------------ | ------------ | ------------ | ------ | ------ | ------ |
| 1. Bundesliga     | 41    | 12      | 8       | 4       | 12           | 6            | 6            | 24     | 14     | 10     |
| Coppa di Germania | -     | 0       | 0       | 0       | 2            | 1            | 1            | 2      | 1      | 1      |
| Coppa di Lega     | -     | -       | -       | -       | -            | -            | -            | 1      | 0      | 1      |
| Coppa CEV         | -     | 2       | 1       | 1       | 2            | 2            | 0            | 4      | 3      | 1      |
| Totale            | -     | 14      | 9       | 5       | 16           | 9            | 7            | 31     | 18     | 13     |

G = partite giocate; V = partite vinte; P = partite perse

### Statistiche dei giocatori
| Giocatore      | 1. Bundesliga | 1. Bundesliga | 1. Bundesliga | 1. Bundesliga | 1. Bundesliga | Coppa di Germania | Coppa di Germania | Coppa di Germania | Coppa di Germania | Coppa di Germania | Coppa di Lega | Coppa di Lega | Coppa di Lega | Coppa di Lega | Coppa di Lega | Coppa CEV | Coppa CEV | Coppa CEV | Coppa CEV | Coppa CEV | Totale | Totale | Totale | Totale | Totale |
| Giocatore      | P             | PT            | AV            | MV            | BV            | P                 | PT                | AV                | MV                | BV                | P             | PT            | AV            | MV            | BV            | P         | PT        | AV        | MV        | BV        | P      | PT     | AV     | MV     | BV     |
| -------------- | ------------- | ------------- | ------------- | ------------- | ------------- | ----------------- | ----------------- | ----------------- | ----------------- | ----------------- | ------------- | ------------- | ------------- | ------------- | ------------- | --------- | --------- | --------- | --------- | --------- | ------ | ------ | ------ | ------ | ------ |
| M. Andrei      | 18            | 95            | 55            | 40            | 0             | 1                 | 12                | 3                 | 8                 | 1                 | 1             | 3             | 2             | 1             | 0             | 3         | 30        | 14        | 15        | 1         | 23     | 140    | 74     | 64     | 2      |
| R. Baghdady    | 12            | 102           | 75            | 15            | 12            | 1                 | 17                | 13                | 0                 | 4                 | 2             | 33            | 21            | 2             | 10            | 2         | 21        | 20        | 0         | 1         | 17     | 173    | 129    | 17     | 27     |
| L. Bernsmann   | 11            | 0             | 0             | 0             | 0             | 0                 | 0                 | 0                 | 0                 | 0                 | 0             | 0             | 0             | 0             | 0             | 2         | 2         | 2         | 0         | 0         | 13     | 2      | 2      | 0      | 0      |
| E. Brand       | 1             | 0             | 0             | 0             | 0             | -                 | -                 | -                 | -                 | -                 | -             | -             | -             | -             | -             | -         | -         | -         | -         | -         | 1      | 0      | 0      | 0      | 0      |
| M. Ernastowicz | 20            | 214           | 160           | 22            | 32            | 2                 | 27                | 23                | 2                 | 2                 | 2             | 9             | 6             | 1             | 2             | 3         | 23        | 20        | 2         | 1         | 27     | 273    | 209    | 27     | 37     |
| C. Gavlas      | 10            | 6             | 2             | 4             | 0             | 1                 | 2                 | 0                 | 2                 | 0                 | 1             | 0             | 0             | 0             | 0             | 3         | 6         | 3         | 3         | 0         | 15     | 14     | 5      | 9      | 0      |
| S. Gevert      | 23            | 236           | 193           | 10            | 33            | 2                 | 4                 | 3                 | 0                 | 1                 | 2             | 17            | 16            | 0             | 1             | 4         | 22        | 12        | 1         | 9         | 31     | 279    | 224    | 11     | 44     |
| S. Korenblek   | 2             | 12            | 7             | 4             | 1             | 0                 | 0                 | 0                 | 0                 | 0                 | 1             | 3             | 2             | 0             | 1             | 2         | 8         | 6         | 1         | 1         | 5      | 23     | 15     | 5      | 3      |
| F. Kōtsakīs    | 20            | 139           | 120           | 11            | 8             | 1                 | 11                | 11                | 0                 | 0                 | 2             | 10            | 10            | 0             | 0             | 3         | 33        | 28        | 0         | 5         | 26     | 193    | 169    | 11     | 13     |
| L. Meyer       | 22            | 86            | 46            | 30            | 10            | 2                 | 5                 | 4                 | 0                 | 1                 | 2             | 9             | 4             | 5             | 0             | 4         | 11        | 5         | 5         | 1         | 30     | 111    | 59     | 40     | 12     |
| D. Mouchlias   | 18            | 176           | 146           | 17            | 13            | 2                 | 38                | 34                | 2                 | 2                 | 2             | 19            | 18            | 1             | 0             | 3         | 43        | 40        | 2         | 1         | 25     | 276    | 238    | 22     | 16     |
| S. Nose        | 16            | 0             | 0             | 0             | 0             | 2                 | 0                 | 0                 | 0                 | 0                 | 2             | 0             | 0             | 0             | 0             | 4         | 0         | 0         | 0         | 0         | 24     | 0      | 0      | 0      | 0      |
| P. Špulák      | 17            | 111           | 58            | 29            | 24            | 1                 | 8                 | 6                 | 1                 | 1                 | 2             | 17            | 11            | 4             | 2             | 4         | 22        | 11        | 8         | 3         | 24     | 158    | 86     | 42     | 30     |
| L. van der Ent | 20            | 140           | 91            | 37            | 12            | 2                 | 19                | 10                | 6                 | 3                 | 2             | 6             | 4             | 2             | 0             | 3         | 11        | 5         | 6         | 0         | 27     | 176    | 110    | 51     | 15     |
| N. Wegner      | 12            | 50            | 39            | 8             | 3             | 1                 | 4                 | 3                 | 1                 | 0                 | 0             | 0             | 0             | 0             | 0             | 2         | 7         | 7         | 0         | 0         | 15     | 61     | 49     | 9      | 3      |

P = presenze; PT = punti totali; AV = attacchi vincenti; MV = muri vincenti; BV = battute vincenti